# 蔡家拳
蔡家拳是中國南拳類。2百多年前廣東番禺人蔡展光所傳。拳套有十字拳、大運天、小運天、天邊雁、柳碎梅、四象拳、拳肘手、六連拳、百鳥歸巢、單頭棍、雙頭棍、蔡家三矢大鈀等。馬步以三角步為主。
傳承
蔡家拳主要有廉江，中山兩脈，現流行於廣東中山的南朗，大湧和三鄉，以及湛江，吳川，從化，曲江，花縣等地。
根據羅國旺，譚廣鑫對廣東蔡家拳的源流探析，綜合蔡家拳廉江一脈的傳承譜得出其傳承大致如下：第一代：關老顯;第二代：林肇勳，林春甫;第三代：林華，馮振洲，陳進，梁積華綜合蔡家拳中山一脈的傳承譜得出其傳承大致如下：第一代：爛頭何(何輝南)（1874年至1965年）;第二代：唐家六，關翅;第三代：劉紀;第四代：劉九如（1952-），何恩（1968-）;第五代：蕭崑山，胡十二，何為;第六代：劉森這些武術界名師，代代相傳，使武術活動持久不衰。